# Tbilisi Olympic Palace
La Tbilisi Olympic Palace (in georgiano ოლიმპიური სასახლე?) è una arena polivalente situato nella città di Tbilisi.
L'Arena venne aperta nel 2015, in occasione dei XIII Festival olimpico estivo della gioventù europea. Oltre che per la pallacanestro, l'Arena ospita incontri di pallamano, pallavolo, judo, wrestling, oltre che eventi culturali e concerti.
L'arena è stata selezionata come sede ufficiale della 15ª edizione dello Junior Eurovision Song Contest, dopo che la precedente arena, lo Tbilisi Sports Palace, è stata definita non adatta a ospitare la manifestazione. Dopo 8 anni, ha ospitato ancora la 23ª edizione dell’evento.
Nel gennaio del 2017 ha ospitato gli incontri del girone A delle Qualificazioni all'UEFA Futsal Championship 2018.